# Bürgerpark (Bremerhaven)

Plantafel am Eingang

Der Bürgerpark Bremerhaven in Bremerhaven-Geestemünde, Ortsteil Bürgerpark, ist eine 64 ha große Parkanlage, die hinter dem Hauptbahnhof liegt.
Die Gesamtanlage wurde 2010 unter Bremer Denkmalschutz gestellt.

## Geschichte
Drei Bremerhavener Bürger hatten den Gedanken, einen kleinen Wald in Stadtnähe zur Erholung einzurichten. Die Nordsee-Zeitung berichtete 1964: „Die Idee stammte von Bürgern, das Geld kam von den Bürgern und die Bürger waren es, die in dem Park Erholung suchten“.
Der 'Motor' für die Entstehung des Parks war der Pädagoge Johann Ganten, seine beiden Mitstreiter H. Brünjes und Johann Wichels. Mit ihrem Plan traten sie an den Geestemünder Bürgermeister Wilhelm Klußmann heran. Klußmann berief eine Versammlung ein, und am 12. Dezember 1899 wurde der Geestemünder Waldverein gegründet. Ganten und sein Schwiegervater, Senator und Maurermeister Conrad Allermann, schlugen eine Fläche hinter dem Bremerhavener Friedhof in Wulsdorf vor. Landesforstrat Quaet-Faslem erschien das Gelände aber zu klein. So kam es zu dem heutigen Standort und zu dem weitergehenden Beschluss, nicht nur einen Wald, sondern einen Waldpark anzulegen.
Erst 1906 besaß der Verein nach diversen Ankäufen und einigen Enteignungen das ganze Gelände. Eine erste Planung des Bremer Bürgerparkdirektors Ohrt wurde als zu aufwendig nicht verwirklicht. Der Garteningenieur Hoff aus Harburg entwickelte unentgeltlich einen anderen Plan, dessen Realisierung 200.000 Mark kostete. Der Park wurde am 1. Juni 1908 eröffnet. Später wurde noch eine Waldschänke errichtet. Sie wurde nach dem Zweiten Weltkrieg als Officers Club der Amerikanischen Streitkräfte genutzt. Sie kam 1954 wieder in deutsche Hand und bestand als Hotel-Restaurant bis zur Jahrtausendwende.
Von den 1950er Jahren bis 2001 befand sich im Bürgerpark auch ein Rundfunksender.

## Park

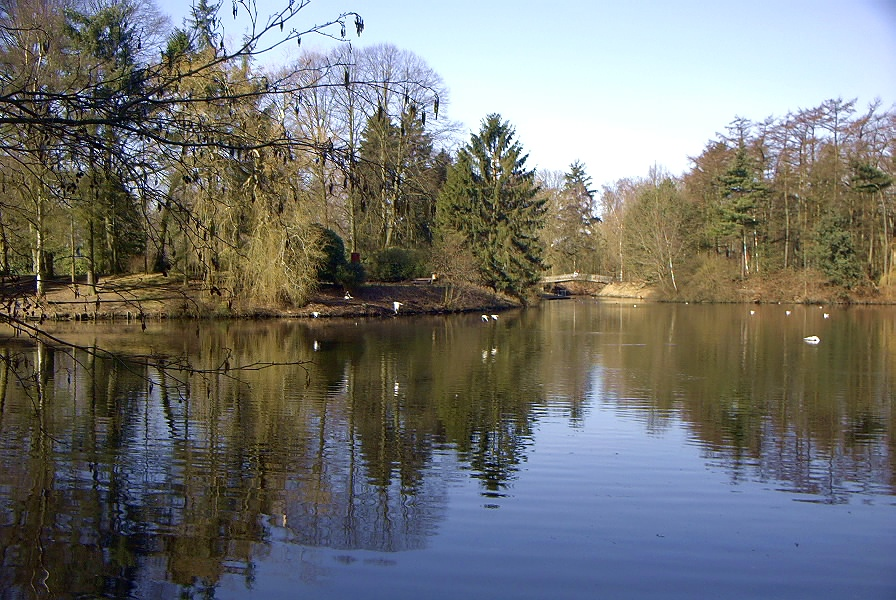
Teich

Der 64 Hektar große Bürgerpark Bremerhaven im Stadtteil Geestemünde, nur wenige Gehminuten vom Hauptbahnhof entfernt, bietet viele Angebote zur Freizeitgestaltung; dazu gehören unter anderem: naturnahe Waldbereiche, offene Wiesenflächen, gestaltete Gartenanlagen und Spazierwege.
Ein Spielplatz befindet sich angrenzend an die große Spielwiese im südöstlichen Bereich. Auf dem Bootsteich kann man mit geliehenen Booten fahren; dort tummeln sich auch Wasservögel. Auf Grillplätzen kann man sein Essen bereiten. An der Ostseite gibt es verschiedene Sportplätze mit Tennisplätzen und Leichtathletikanlagen. Auf der Rollschuhbahn Bremerhaven am Ostrand trainierten Weltmeister im Rollkunstlauf. Der Fitness-Parcours und die Finnbahn bietet sportliche Möglichkeiten. Open-Air-Veranstaltungen finden im Sommer statt.

## Skulpturen und Denkmäler
Im westlichen Teil des Parks befinden sich mehrere Skulpturen und Denkmäler.
- Die Brunnenanlage am Süd-West-Eingang wurde nach einem Entwurf von Barna von Sartory und Peter de Longueville 1983 zunächst auf dem  Vorplatz des Bremerhavener Stadttheaters realisiert. Sie wurde im März 2000 im Bürgerpark an ihrem neuen Standort eingeweiht. Die  Brunnenskulptur besteht aus zwei von außen grob bearbeiteten sich gegenüberstehenden Granitprismen, die von innen eine glatte Schnittfläche aufweisen, zwischen denen durch kreisförmig angeordnete Düsen Wasser schäumend herunterläuft und in einer Wasserrinne aufgenommen wird.
- Skulptur Hein Mück von 2011 als Schnitzarbeit im Rosengarten des Bürgerparks von Jürgen Buhmann, Manfred Beulke und Reinholf Heinen
- Skulptur Hein Mück als Kalksteinfigur
- Skulptur: 1981 arbeitete die Polin Emilia Kaus während eines zweimonatigen Bildhauersymposiums am Hauptbahnhof und meißelte aus einem Granitfindling eine kauernde Gestalt, eine in tiefer Betrachtung (Contemplation) versunkene Figur.[4]
- Kaiser-Eiche: Zum 25-jährigen Jubiläum Kaiser Wilhelms II. wurde sie unweit des Eingangs Kammerweg gepflanzt, später mit einem eisernen Gitter umrandet und ein Findling mit der Gravur „Kaiser-Eiche von 1913 für Kaiser Wilhelm II.“ hinzugestellt.[5]
- Bernhard-Onken-Stein: Ein tonnenschwerer Findling wurde im Dezember 1956 zu Ehren Bernhard Onkens, des großzügigen Förderers des Parks, am Adolf-Hoff-Weg aufgestellt. Der damalige Gartenbaudirektor Hans W. Schmidt: „Mit ihm (dem Gedenkstein) sollen alle Förderer und tatkräftigen Freunde des Bürgerparks geehrt und in die Erinnerung unserer Generation zurückgerufen werden. Die junge Großstadt Bremerhaven dankt ihnen von Herzen“.[6]
- Skulptur: Mahnmal zum Gedenken an die im Zweiten Weltkrieg gefallenen Mütter und Kinder. Valeria Gramatzki, damals Kunsterzieherin an der Pestalozzischule, schuf dieses aus Stein gehauene Mahnmal in 1955 und schenkte es der Stadt.[7]
- Skulptur: männlicher Torso - Bildhauer-Symposium vom 3. 7. – 31. 8. 1989, Bildhauer Steffen Waldmann

## Bilder

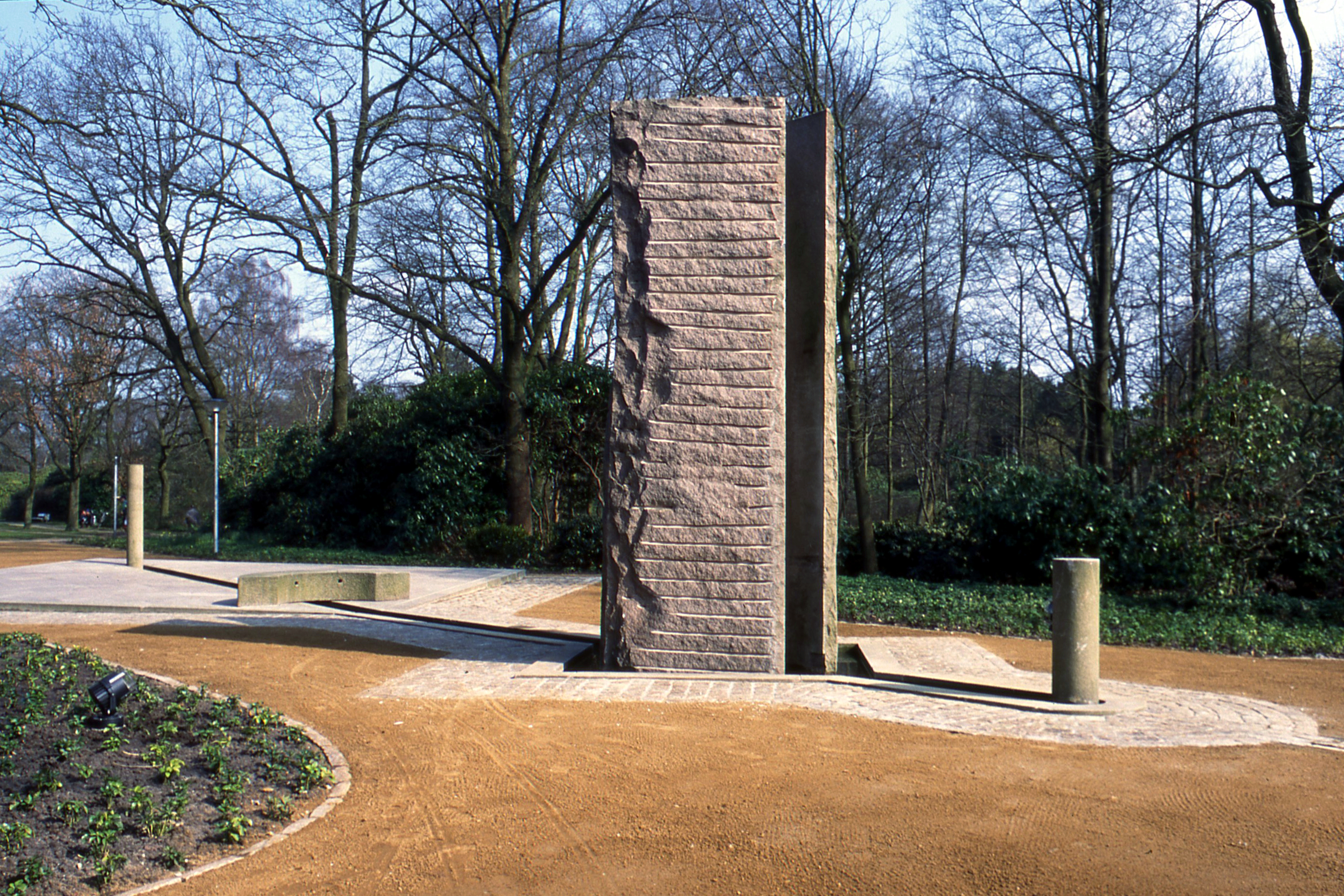
Brunnen am Haupteingang
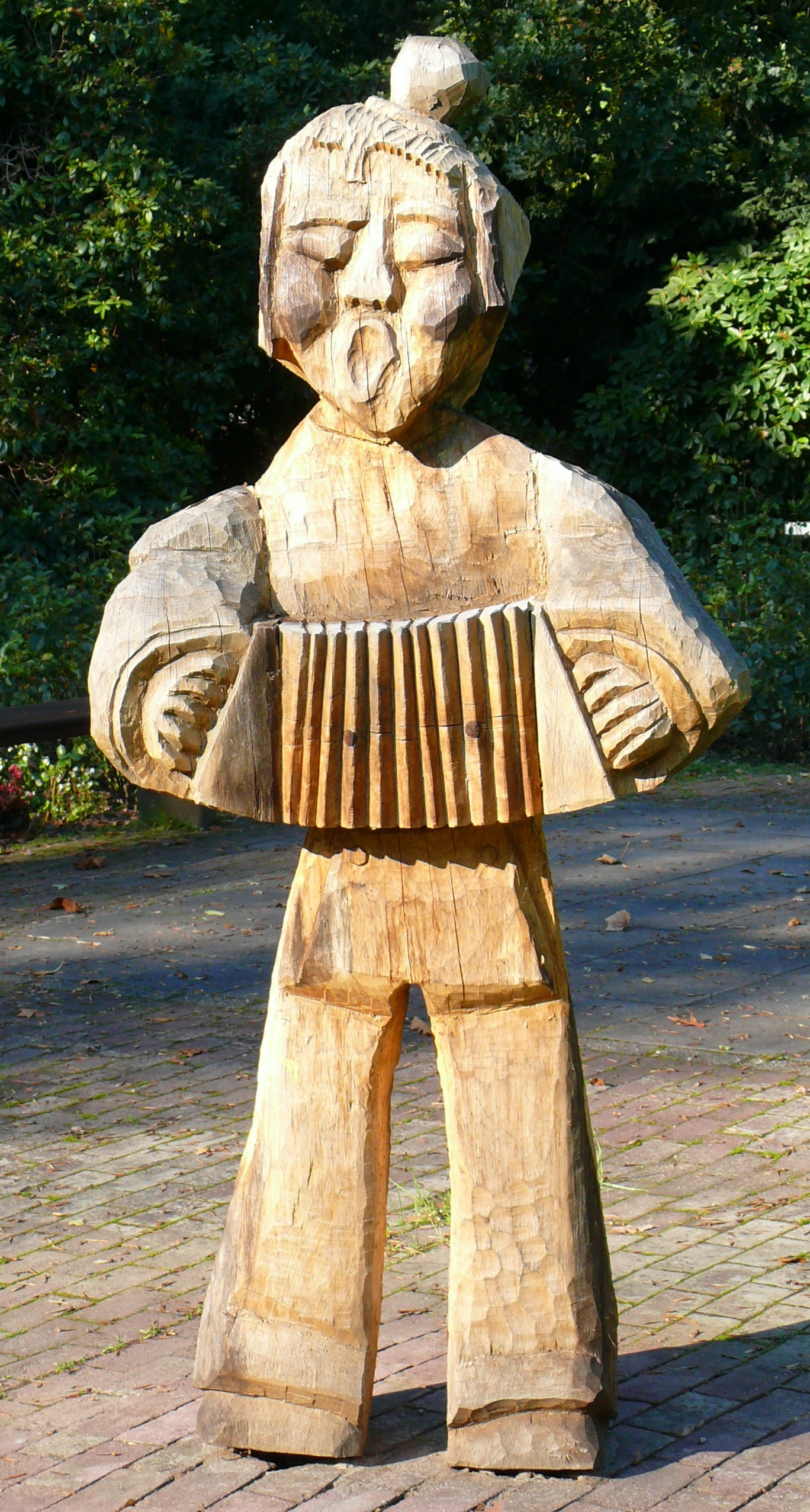
Hein Mück im Rosengarten
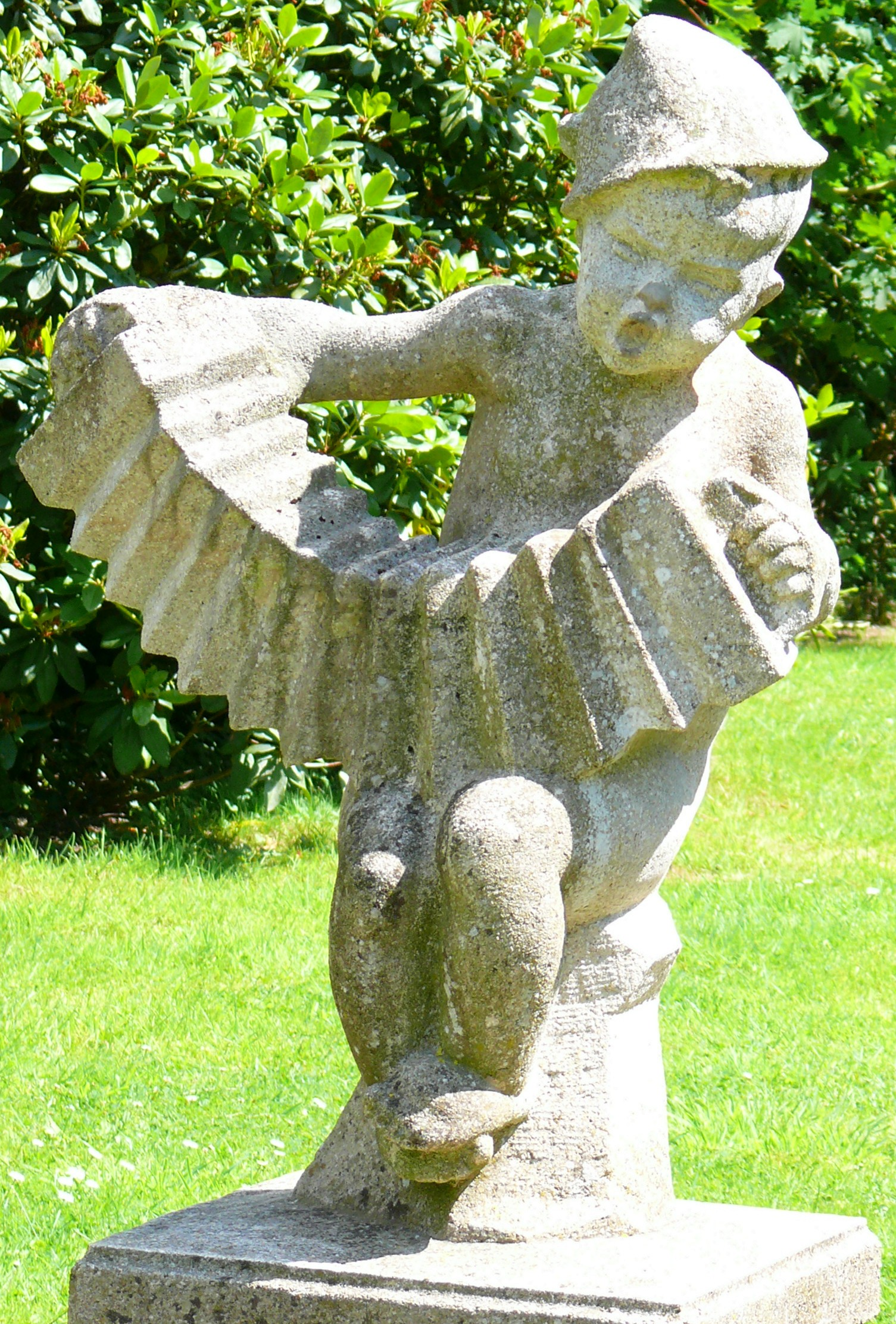
Hein Mück-Figur
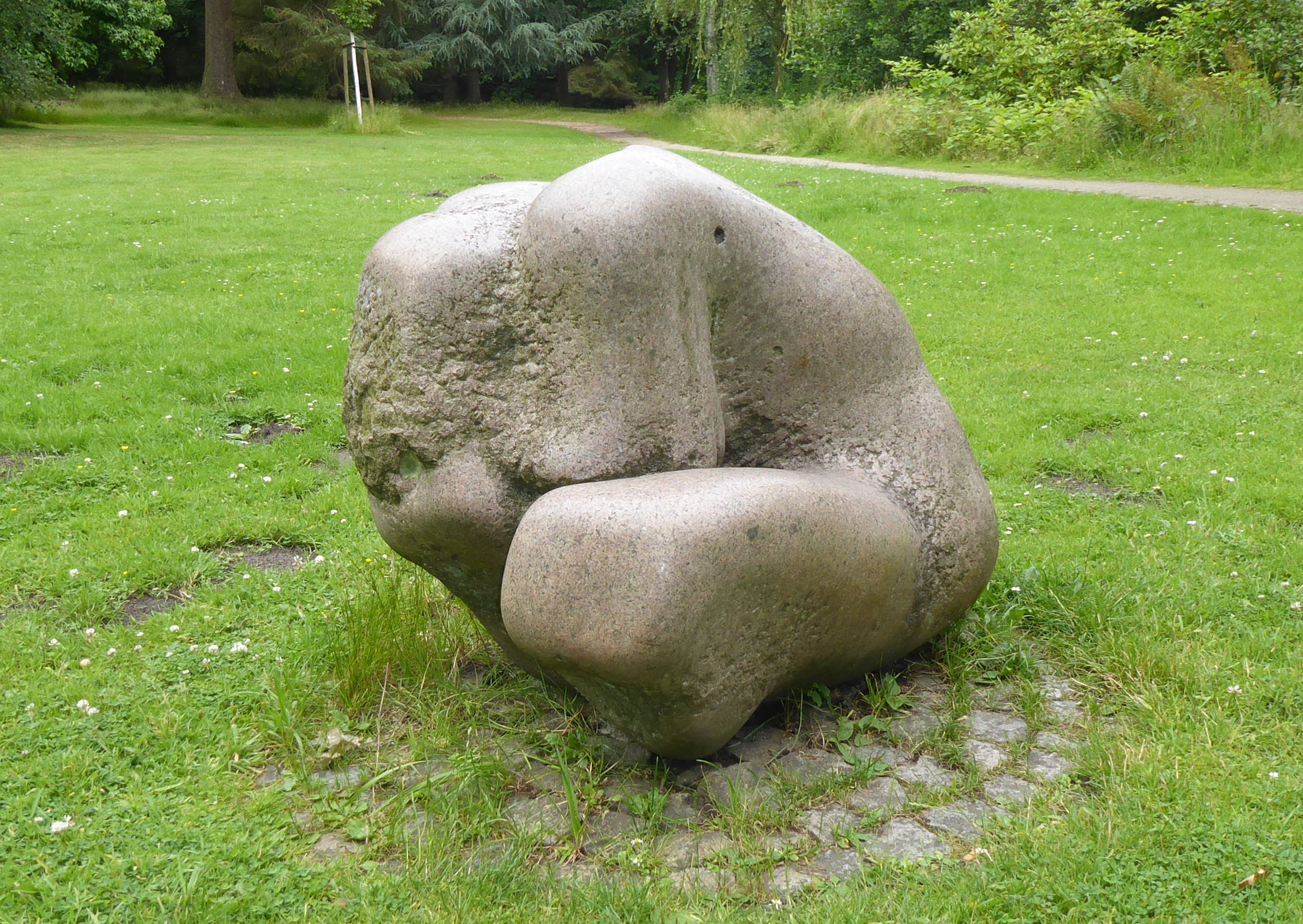
Emilia Kaus: in tiefer Betrachtung versunkene Person
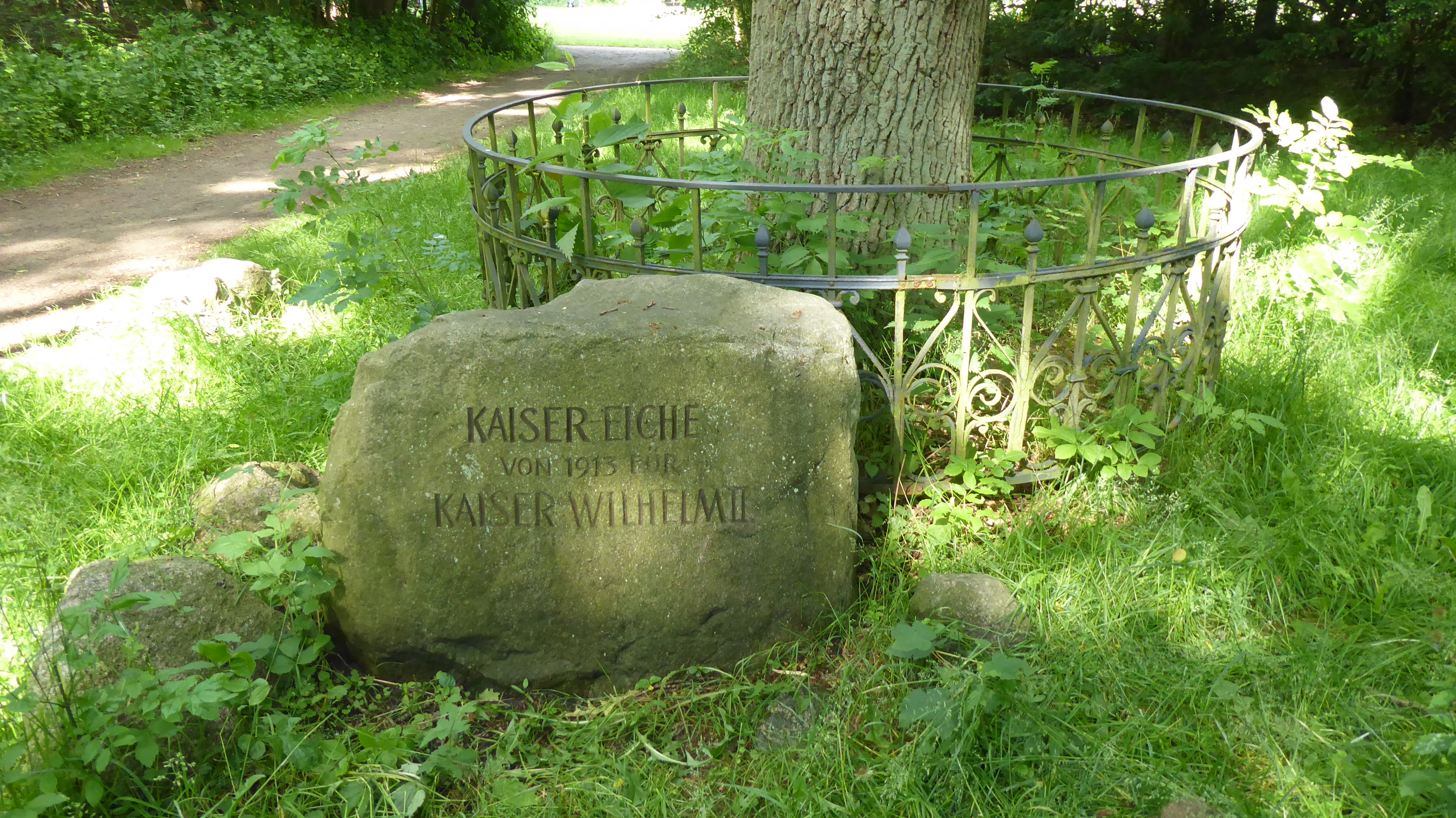
Kaiser-Eiche mit zugehörigem Stein
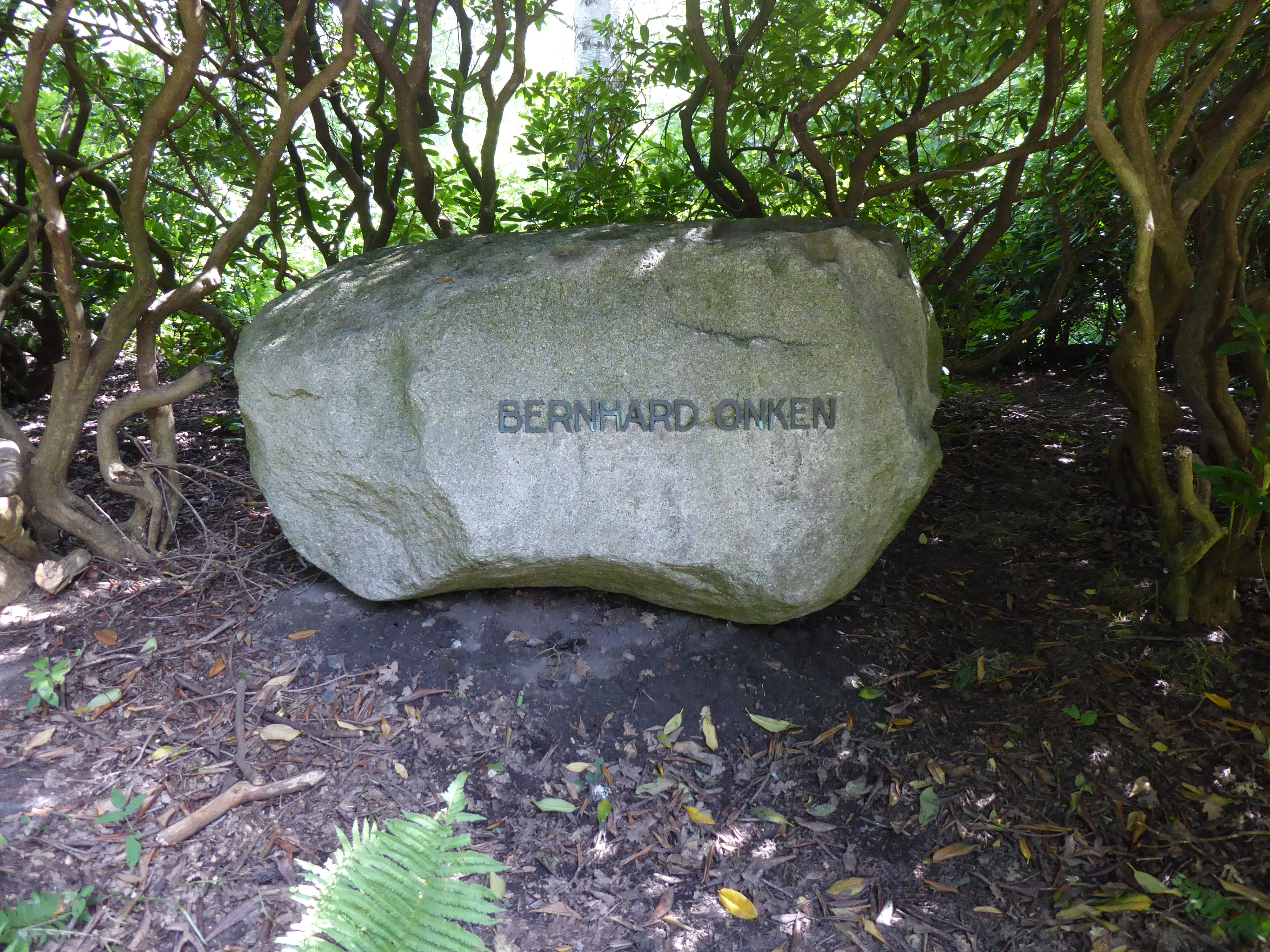
Bernhard Onken Stein
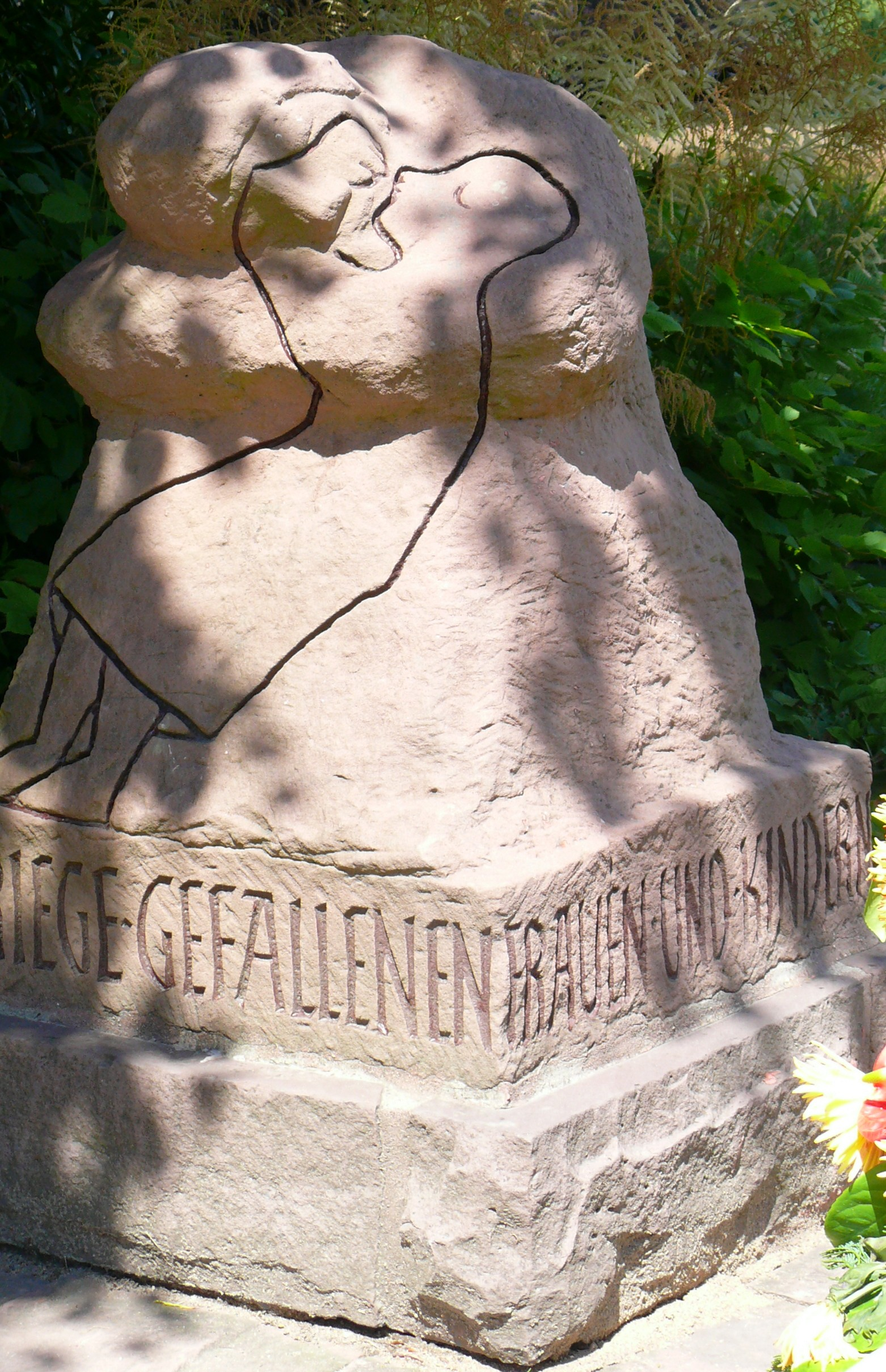
Denkmal „Zum Gedenken an die im Zweiten Weltkrieg gefallenen Frauen und Kinder“
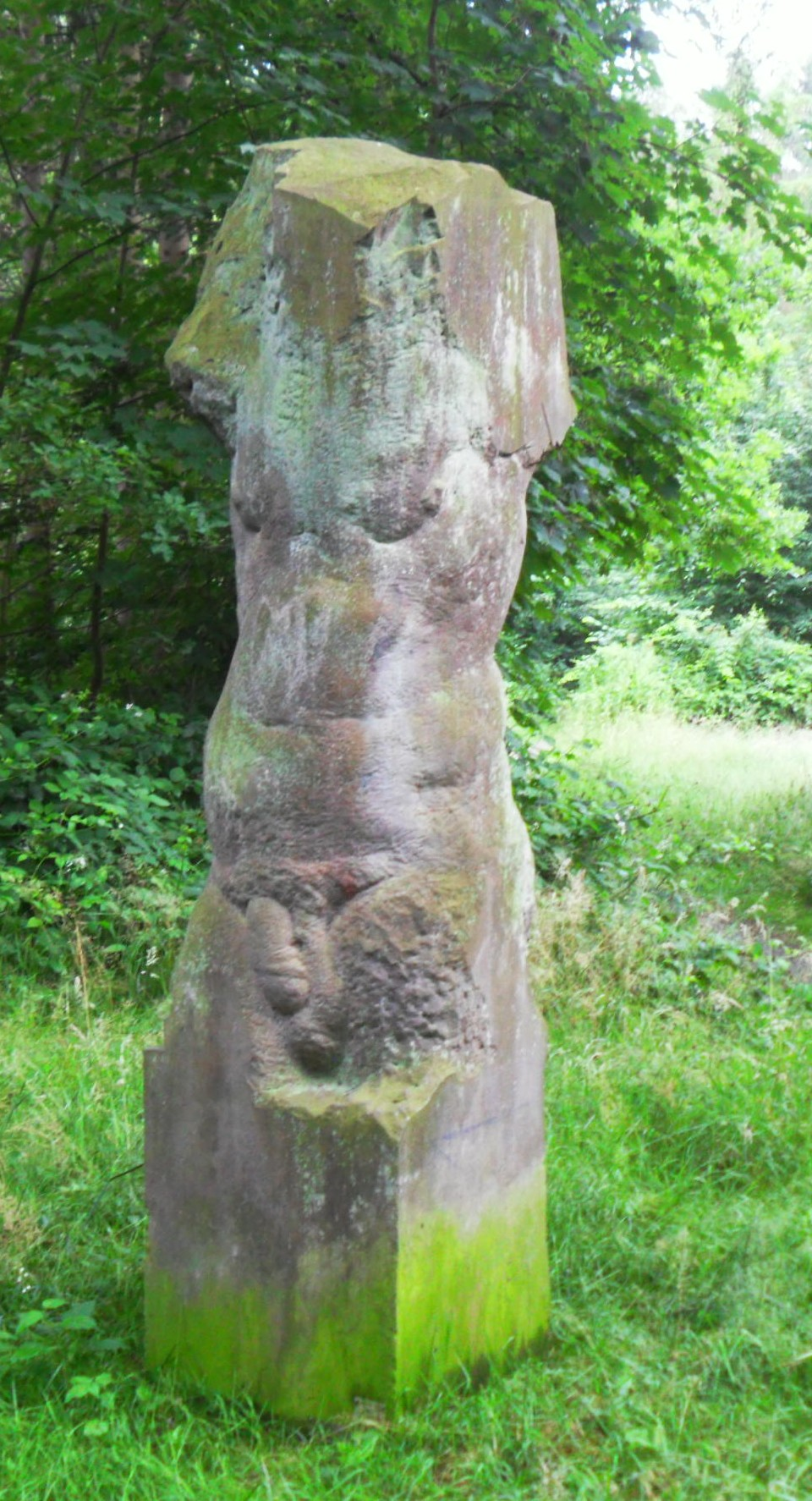
Männlicher Torso: Steffen Waldmann